# پل گردنه دوجاق
پل گردنه دوجاق مربوط به دوره پهلوی اول است و در شهرستان اردبیل، بخش مرکزی، دهستان غربی، روستای گندشمین، پل گردنه دوجاق واقع شده و این اثر در تاریخ ۱۲ دی ۱۳۸۶ با شمارهٔ ثبت ۲۰۴۲۶ به‌عنوان یکی از آثار ملی ایران به ثبت رسیده است.